# Share to Care
SHARE TO CARE (S2C) ist ein deutsches Programm zur Modernisierung der Arzt-Patientenbeziehung durch systematischen Einsatz von Partizipativer Entscheidungsfindung. Es zielt darauf, dass bei gesundheitlichen Entscheidungen Patienten und die sie Behandelnden zu einer gemeinsam verantworteten Übereinkunft über die angemessene Behandlung kommen können. Wesentlicher Bestandteil dieser Vorgehensweise ist der Informationsaustausch durch Medizinische Entscheidungshilfen.

## Inhalte
Eckpunkte des S2C-Programms sind die vier Komponenten
- Online-Entscheidungshilfen[2][3]
- Aktivierende Elemente für Patienten: Patienten werden angeleitet, sich aktiv an ihren Therapieentscheidungen zu beteiligen[4][5]

- Qualifizierung von Pflegepersonal oder Praxispersonal zu Coaches, die dabei helfen, diese Entscheidungshilfen zu nutzen[6][7]
- Arzttraining, das darin schult, Gespräche im Sinne von gemeinsamer Entscheidungsfindung zu gestalten[8]

In den Online-Entscheidungshilfen finden Patientinnen und Patienten auf Grundlage aktueller wissenschaftlicher Erkenntnisse Informationen zu ihren Handlungsmöglichkeiten: veranschaulicht durch Infografiken, Erklärfilme von Ärztinnen und Ärzten sowie Videos mit Patientenberichten. Jede Entscheidungshilfe besteht aus vier Bausteinen:
1. Informationen zur Erkrankung
2. Informationen zu den Behandlungsmöglichkeiten, welchen Nutzen und welche Risiken sie haben
3. Eine Zusammenfassung plus der häufigsten Fragen und Antworten und einem Dokument, mit dem sich die wissenschaftlichen Grundlagen der Entscheidungshilfe nachvollziehen lassen
4. Einem interaktiven Bereich, in dem man eigene Gedanken eintragen kann. Aus dem Zusammengetragenem können die eigenen Entscheidungen entwickelt werden.

Als Leitfaden für das Arzt-Gespräch dienen „Drei Fragen“, die der Patient stellen sollte:
- Welche Möglichkeiten habe ich? (inklusive Abwarten und Beobachten)
- Was sind die Vorteile und Nachteile jeder dieser Möglichkeiten?
- Wie wahrscheinlich ist es, dass diese Vorteile und Nachteile bei mir auftreten?

## Qualitätssicherung
Die Entscheidungshilfen werden auf Grundlage eines Methodenkatalogs erstellt. Sie sind evidenzbasiert und berücksichtigen international konsentierte Qualitätskriterien für Medizinische Entscheidungshilfen. Das Erstellen der Entscheidungshilfen folgt einem standardisierten, strukturierten Prozess: Festlegen des genauen Themas, systematische Recherche nach aktueller wissenschaftlicher Literatur, Produktion kurzer Videoclips mit Patientinnen und Patienten sowie Ärztinnen und Ärzten, Schreiben allgemeinverständlicher Texte, Nutzertestung. Jede fertige Entscheidungshilfe wird einem externen Review unterzogen.
Die kontinuierliche externe Qualitätssicherung aller S2C-Entscheidungshilfen erfolgt im Rahmen des Programms Verlässliches Gesundheitswissen des Deutschen Netzwerks Gesundheitskompetenz. Machbarkeit, Akzeptanz und Wirksamkeit des Programms werden durch wissenschaftliche Studien untersucht.

## Geschichte
Das deutsche Patientenrechtegesetz schreibt vor, dass alle medizinisch vertretbaren Behandlungsoptionen unter Einbeziehung der bestverfügbaren medizinischen Evidenz sowie der Patientenpräferenzen zwischen Arzt und Patient gegeneinander abgewogen werden müssen, um eine gemeinsame Entscheidung zu treffen. Dafür wird die Methode der Partizipativen Entscheidungsfindung (englisch: Shared Decision Making (SDM)) als der Goldstandard angesehen.
Vor diesem Hintergrund ist das Programm Share to Care („S2C“) im Rahmen eines vom Innovationsausschuss beim GbA zwischen 2017 und 2021 geförderten Projekts (Making Shared Decision Making a Reality) entstanden. Es wurde am Universitätsklinikum Schleswig Holstein (Campus Kiel) erstmalig in der Krankenhausversorgung eingeführt. Seit 2019 wird das S2C-Programm in Bremen für den hausärztlichen Bereich angepasst.
Ab September 2021 wird das Projekt in Kiel durch einen Selektivvertrag mit der Techniker Krankenkasse weitergefördert. In diesem Rahmen wurde das Nationale Kompetenzzentrum für Shared Decision Making am Universitätsklinikum gegründet. In Bremen fördern Krankenkassen SDM nach dem S2C-Programm mit einer gezielten Vergütung in Rahmen der Hausarztzentrierten Versorgung.